# Předseda prezídia Nejvyššího sovětu SSSR

Státní znak SSSR

Předseda prezídia Nejvyššího sovětu Sovětského svazu (rusky Председа́тель Прези́диума Верхо́вного Сове́та СССР) byla nejvyšší státní funkce v někdejším SSSR, a to v letech 1936 až 1989. Předseda Prezídia byl vybírán na společném zasedání vlád Nejvyššího sovětu SSSR. Po ústavní novele v březnu 1990 byla nahrazena funkcí prezidenta SSSR.

## Popis
Funkce předsedy byla zavedena ústavou SSSR z roku 1936 , a prakticky přejala náplň funkce předsedy Prezídia ÚV SSSR. Předsedové Prezídia byli na Západě i v SSSR často označováni jako „hlava sovětského státu“ (a v zahraničí také jako „prezident“), ačkoli oficiální kolektivní hlavou státu bylo celé Prezídium Nejvyššího sovětu, které vydávalo rozhodnutí (podepisované předsedou a tajemníkem Prezídia) ohledně základních otázek státního aparátu SSSR, а také o přidělování státních funkcí, udělováním řádů a medailí atp. Předseda Prezídia předával nejvyšší státní vyznamenání, přijímal pověřovací dokumenty atp. Zároveň stál v čele komise pro udělování milostí. Přijímací sál předsedy Prezídia se nacházel v moskeveském domě č. 4/7 na nároží ulic Mochovaja a Vozdviženka.
Prezídium, ani jeho předseda neměli takovou faktickou moc, jakou měl generální (první) tajemník ÚV KSSS a dokonce i předseda rady ministrů SSSR. Sloučení funkcí GenSeka (generálního tajemníka) a předsedy Prezídia Nejvyššího sovětu existovalo v letech 1977—1985 a 1988—1989, a podobným způsobem byly sloučeny rovněž nejvyšší státní a stranická pozice.
Funkce předsedy Prezídia Nejvyššího sovětu SSSR byla zrušena změnou a doplněním ústavy SSSR počínaje 1. prosincem 1988: namísto ní vznikla funkce předsedy Nejvyššího sovětu SSSR, na niž přešly některé pravomoci celého Prezídia Nejvyššího sovětu SSSR. Po vytvoření funkce prezidenta Sovětského svazu předsedovi Nejvyššího sovětu SSSR zůstalo vedení společných zasedání komor a u některých funkcí dokonce došlo k jejich zdvojení s funkcemi prezidenta SSSR.

## Předsedové
| Pořadí | Jméno (roky života) | Jméno (roky života)                       | Funkční období     | Funkční období     | První náměstek                                         | Sjezd         | Strana        |
| Pořadí | Jméno (roky života) | Jméno (roky života)                       | od                 | do                 | První náměstek                                         | Sjezd         | Strana        |
| ------ | ------------------- | ----------------------------------------- | ------------------ | ------------------ | ------------------------------------------------------ | ------------- | ------------- |
| 1      |                     | Michail Ivanovič Kalinin (1875—1946)      | 17. ledna 1938     | 19. března 1946    | Nikolaj Švernik                                        | 1. sjezd      | VKS(b)        |
| 2      |                     | Nikolaj Michajlovič Švernik (1888—1970)   | 19. března 1946    | 15. března 1953    | —                                                      | 2.—3. sjezd   | VKS(b) / KSSS |
| 3      |                     | Kliment Jefremovič Vorošilov (1881—1969)  | 15. března 1953    | 7. května 1960     | —                                                      | 3.—5. sjezd   | KSSS          |
| 4      |                     | Leonid Iljič Brežněv (1906—1982)          | 7. května 1960     | 15. července 1964  | —                                                      | 5.—6. sjezd   | KSSS          |
| 5      |                     | Anastáz Ivanovič Mikojan (1895—1978)      | 15. července 1964  | 9. prosince 1965   | —                                                      | 6. sjezd      | KSSS          |
| 6      |                     | Nikolaj Viktorovič Podgornyj (1903—1983)  | 9. prosince 1965   | 16. června 1977    | —                                                      | 6.—9. sjezd   | KSSS          |
| 7      |                     | Leonid Iljič Brežněv (1906—1982)          | 16. června 1977    | 10. listopadu 1982 | Vasilij Kuzněcov                                       | 10. sjezd     | KSSS          |
| —      |                     | Vasilij Vasiljevič Kuzněcov (1901—1990)   | 10. listopadu 1982 | 16. června 1983    | —                                                      | 10. sjezd     | KSSS          |
| 8      |                     | Jurij Vladimirovič Andropov (1914—1984)   | 16. června 1983    | 9. února 1984      | Vasilij Kuzněcov                                       | 10. sjezd     | KSSS          |
| —      |                     | Vasilij Vasiljevič Kuzněcov (1901—1990)   | 9. února 1984      | 11. dubna 1984     | —                                                      | 11. sjezd     | KSSS          |
| 9      |                     | Konstantin Ustinovič Černěnko (1911—1985) | 11. dubna 1984     | 10. března 1985    | Vasilij Kuzněcov                                       | 11. sjezd     | KSSS          |
| —      |                     | Vasilij Vasiljevič Kuzněcov (1901—1990)   | 10. března 1985    | 2. července 1985   | —                                                      | 11. sjezd     | KSSS          |
| 10     |                     | Andrej Andrejevič Gromyko (1909—1989)     | 2. července 1985   | 1. října 1988      | Vasilij Kuzněcov (1985—1986) Pjotr Děmičev (1986—1988) | 11. sjezd     | KSSS          |
| 11     |                     | Michail Sergejevič Gorbačov (1931—2022)   | 1. října 1988      | 25. května 1989    | Anatolij Lukjanov                                      | 11.—12. sjezd | KSSS          |